# Ruby (programmeringssprog)
 For alternative betydninger, se Ruby. (Se også artikler, som begynder med Ruby)
Ruby er et kortfattet og rent objektorienteret programmeringssprog, med en Perl-lignende syntaks samt Smalltalk-lignende objektorienteret programmering. Ruby er udviklet af den japanske programmør Yukihiro "Matz" Matsumoto. Sproget anvendes ofte til webside-scripting og mindre konsol-scripts, men det er også anvendeligt til større programmer, endda grafiske programmer, gennem Tk og RubyCocoa.

## Rubys fordele
- Simpel syntaks inspireret af Perl, Ada og Eiffel
- Ruby har ekstensiv undtagelseshåndtering i stil med Javas
- Ruby er fuldt objektorienteret; ethvert stykke data er et objekt, herunder også primitiver såsom tal
- Ruby understøtter multithreading på alle de platforme sproget understøtter

## Hej Verden i Ruby
```
 puts "Hello World"
```

## Objektorienteret Hej Verden i Ruby
```
 class SkrivBesked
   def initialize( besked )
     @besked = besked
   end
   def skriv_besked
     puts @besked
   end
 end
 
 hej_verden = SkrivBesked.new("Hej Verden")
 hej_verden.skriv_besked()
```